# Fjederkonstant
Fjederkonstanten beskriver et objekts elasticitet, så længe Hookes lov gælder. Jo større fjederkonstanten er, jo mindre elastisk er objektet. Konstanten er mest kendt for at kunne bruges til at beskrive fjedre, hvorfor den har det navn.
Hvis en fjeder strækkes, vil den yde en kraft modsat udstrækning, og den vil ligeledes yde en modsatrettet kraft, hvis fjederen sammenpresses. Ifølge Hookes lov er kraften {\displaystyle F} og forskydningen {\displaystyle x} proportionale
{\displaystyle F=-kx}
hvor {\displaystyle -k} er proportionalitetskonstanten, og {\displaystyle k} er fjederkonstanten. Det ses, at en fjeder med en høj fjederkonstant vil yde stor modstand over for en udstrækning ift. en fjeder med en lille fjederkonstant. En fjeder, der ikke kan udstrækkes eller sammenpresses overhovedet, har således en uendelig fjederkonstant.
Hvis kraften erstattes af spændingen, og udstrækning erstattes af tøjningen, bruges Youngs modul i stedet.